# Carinthians Soccer Women
Carinthians Soccer Women ist ein österreichischer Frauen-Fußballverein mit Sitz in Glanegg, einer Gemeinde im Bezirk Feldkirchen in Kärnten. Der Klub ist für seine Nachwuchsarbeit in Kärnten und der angrenzenden slowenischen Region Slovenska Koroška bekannt und setzt junge Talente zusammen mit arrivierten Spielerinnen in der Kampfmannschaft ein.

## Geschichte
Vorgeschichte
Gründung
Carinthians Soccer Women wurde im Juni 2013 als neuer unabhängiger Fußballverein gegründet und übernahm das Frauenteam vom FC St. Veit/Glan, die in der Saison 2012/13 den 9. und vorletzten in der ÖFB-Frauenliga belegten. In der ersten Saison seines Bestehens könnte er den Abstieg in die 2. Liga/Ost nicht verhindern.
2. Liga Ost/Süd
In der Saison 2014/15 beendete der Klub den zweiten Platz in der 2. Liga Ost/Süd und qualifizierte sich für die Relegation, da die 2. Mannschaft von SV Neulengbach in die ÖFB Frauen-Bundesliga nicht aufsteigen durfte. Durch ein 0:0 im Heimspiel und einem 2:2 im Auswärtsspiel stiegen die Kärntnerinnen gegen die Spielgemeinschaft SG FC Bergheim/USK Hof, dem Meister der 2. Liga Mitte/West, in die ÖFB Frauen-Bundesliga auf
ÖFB Frauen-Bundesliga
In der Saison 2015/16 spielte man daher in der ÖFB Frauen-Bundesliga und belegte den letzten Platz und stieg wieder ab. In der 2. Liga Ost/Süd ab.
2. Liga Ost/Süd als Carinthians Spittal/Drau
Die Klub zog von St. Veit/Glan nach Spittal/Drau um und spielte in der ersten Saison in der 2. Liga Ost/Süd, platzierte mit dem achten Platz im Mittelfeld. In der nächsten Saison wurden die Spittalerinnen Vizemeister und trugen gegen den FC Wacker Innsbruck, der Meister der 2. Liga Mitte/West, eine Relegation aus, die sie mit einem Gesamtergebnis von 7:0 verloren. In der letzten Saison der 2. Liga Ost/Süd, bevor sie mit der 2. Liga Mitte/West zur 2. Liga wurde, platzierten sich die Kärntnerinnen mit einem achten Platz im Mittelfeld
2. Liga als Carinthians Hornets
Ab der Saison 2019/20 wurde eine gesamtösterreichische 2. Liga eingeführt und somit wurde die Leistungsklasse stärker. In dieser Liga erreichten die Spittalerinnen hinter First Vienna FC Frauen und Union Geretsberg in der COVID19-Saison den dritten Platz. Im Sommer 2020 zogen die Kärntnerinnen von Spittal/Drau nach Ferndorf und der Verein wurde in Carinthians Hornets umbenannt. In der folgenden Saison feierten den Vizemeistertitel in der 2. Liga. Nach dem Vizemeistertitel folgten Platzierungen im Mittelfeld, ein sechster Platz, ein achter Platz und 2023/24 wieder ein sechster Platz.

## Titel und Erfolge
- 2 × 1. Leistungsstufe: 2023/14 (ÖFB-Frauenliga), 2015/16 (ÖFB Frauen-Bundesliga)
- 3 × Vizemeister 2. Liga: 2014/15, 2017/18, 2020/21
- 1 × Kärntner Frauen-Cup-Sieger: 2016/17 (mit dem 2. Frauenteam)